# Jacob Lassen
Jacob Arenth Lassen (* 11. September 1995 in Randers) ist ein dänischer Handballspieler. Der 1,97 m große rechte Rückraumspieler spielt seit 2022 für den deutschen Bundesligisten Handball Sport Verein Hamburg und steht zudem im Aufgebot der dänischen Nationalmannschaft.

## Karriere

### Verein
Jacob Lassen lernte in der Jugendabteilung von Randers HH das Handballspielen. Nach dem Gewinn der Zweitligameisterschaft 2016 nahm ihn der dänische Erstligist Bjerringbro-Silkeborg unter Vertrag, mit dem der Linkshänder in den Spielzeiten 2017/18 und 2020/21 Vizemeister wurde. International spielte er in der EHF Champions League 2016/17 und 2018/19, im EHF-Pokal 2017/18 und 2019/20 sowie in der EHF European League 2020/21 und 2021/22. In der Saison 2021/22 erreichte er mit dem Klub das Halbfinale der Meisterschaft. Er erzielte im Saisonverlauf 158 Tore und wurde als bester rechter Rückraumspieler in das All-Star-Team der Håndboldligaen gewählt.
Zur Saison 2022/23 wechselte Lassen zum deutschen Bundesligisten HSV Hamburg. Ab Sommer 2026 wird er für die Rhein-Neckar Löwen auflaufen.

### Nationalmannschaft
In der dänischen Nationalmannschaft debütierte Lassen am 28. April 2021 gegen die Schweiz. Bei der Weltmeisterschaft 2023 stand er im erweiterten Aufgebot. Bisher bestritt er 14 Länderspiele, in denen er 24 Tore erzielte.